# 업 포 러브
《업 포 러브》(프랑스어: Un homme à la hauteur)는 2016년에 개봉한 로맨스, 코미디 영화이다. 2013년에 개봉한 마르코스 카르네발레 감독의 아르헨티나 영화 《레온의 심장》(Corazón de León)의 개작이다. 로랑 티라르가 감독을, 로랑 티라르, 그레구아르 비뉴롱이 각본을 맡았다.

## 줄거리
몇 년 전에 이혼한 변호사 디안은 분실한 자신의 휴대폰을 습득한 알렉상드르와 즐거운 통화를 하게 된다. 디안은 실제 대면을 통해 정중하고 재치있으며 부유한 알렉상드르가 실은 키가 1.36m 밖에 안 되는 단신이라는 걸 알고 놀라지만 편견을 접고 만남을 갖기 시작한다.

## 출연
- 장 뒤자르댕 - 알렉상드르 역
- 비르지니 에피라 - 디안 역
- 세드리크 칸 - 브뤼노 역
- 세자르 동보이 - 벤지 역
- 마노엘 가야르 - 니콜 역
- 미리암 테카이아 - 스테파니 역
- 프랑수아도미니크 블랭 - 세바스티앙 역
- 리오넬 뮈르 - 알렉상드르의 동료 역
- 장미셸 라미
- 로랑 티라르